# Juventae Mons
Lo Juventae Mons è una struttura geologica della superficie di Marte.